# Mindàlne
Mindàlne (en (ucraïnès): Миндальне, en rus: Миндальное, Mindàlnoie) és un poble de la República Autònoma de Crimea a Ucraïna, que el 2014 tenia 143 habitants. Pertany al districte de Sudak. Abans la vila es deia Arkà-Deressí.